# Hoplitodromos

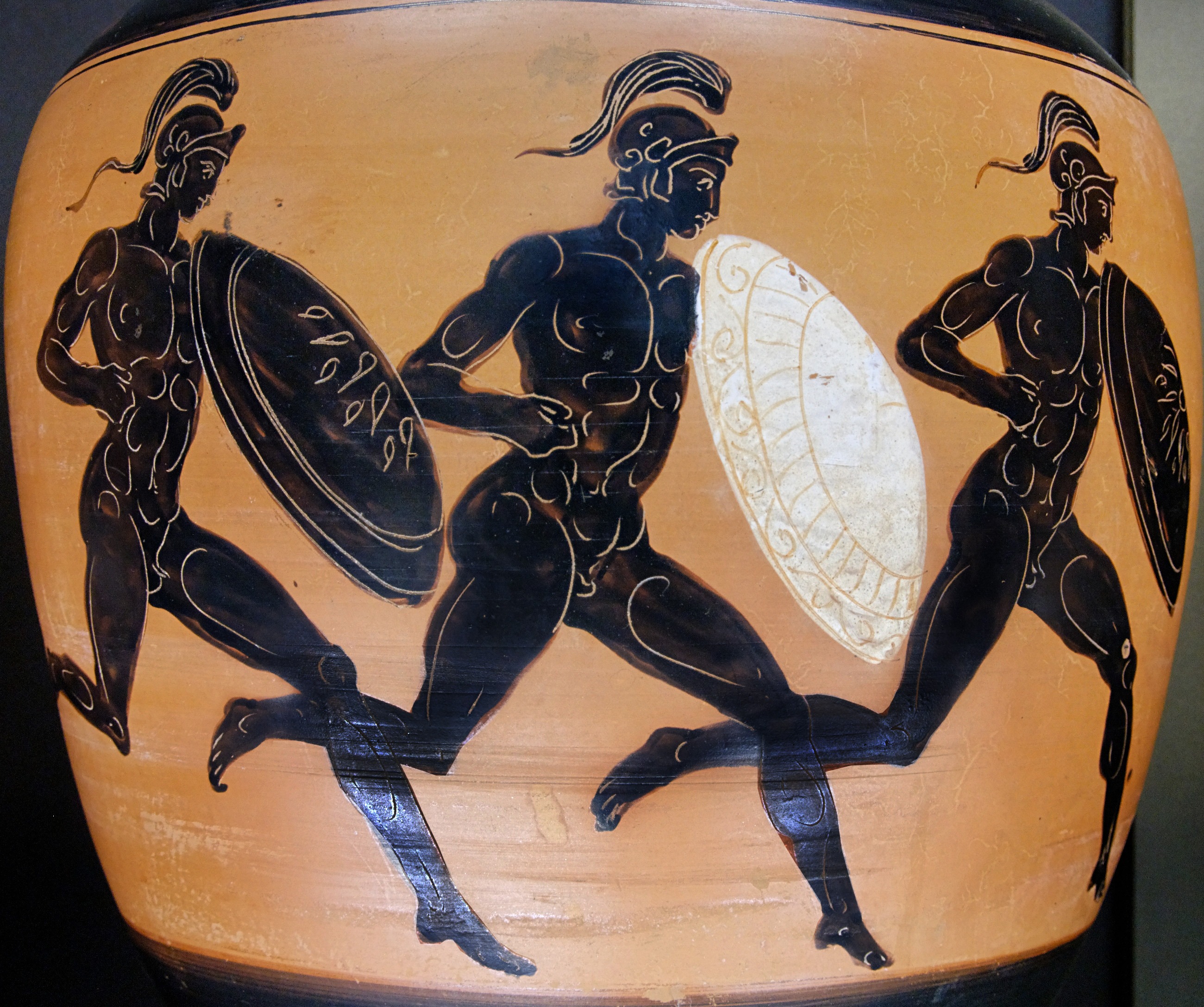
Une course en armes.

L’hoplitodromos (grec ancien : Ὁπλιτόδρομος) ou hoplitodromia (Ὁπλιτοδρομία), parfois aussi hoplitès (Ὁπλίτης), littéralement « course des hoplites » souvent traduit en « course en armes » ou « course en armure » était une course à pied faisant partie des épreuves au programme des Jeux panhelléniques, dont les Jeux olympiques antiques.  
La distance parcourue lors de cette course pédestre variait d'une cité à l'autre. Si à Olympie, elle était longue de deux stades (soit 1 200 pieds, autour de 384 mètres). Elle se courait sur quatre stades aux Jeux néméens et sur quinze stades aux Éleuthéries de Platées. L'équipement militaire variait aussi en fonction des jeux. Si dans les premiers temps, les coureurs portaient tout un équipement, jusqu'aux cnémides, de plus en plus, ils se contentaient d'un bouclier.
Dans le roman d'Héliodore (IIIe ou IVe siècle ap. J.-C.), Les Éthiopiques ou Histoire de Théagène et Chariclée est évoquée une compétition de ce type dans le cadre des Jeux Delphiques. On connaît aussi une stèle en marbre de Paros exposée au musée archéologique d'Athènes, dite "Stèle de l'Hoplitodrome" qui représenterait un coureur d'hoplitodromos en plein effort. 